# Уэст-Мелборн (Флорида)
Уэст-Мелборн (англ. West Melbourne) — город в округе Бревард штата Флорида, США. Население города по данным переписи 2010 года составляет 18 355 человек.

## География
По данным Бюро переписи населения США площадь города составляет 26,5 км², из которых 26,4 км² занимает суша и 0,1 км² — открытые водные пространства. Расположен на востоке центральной части штата. Высота над уровнем моря составляет 9 м.

## Население
По данным на 2000 год население города составляло 9824 человека. Расовый состав: белые американцы — 93,68 %; афроамериканцы — 1,4 %; коренные американцы — 0,13 %; азиаты — 2,08 %; другие расы — 1,21 %; представители двух и более рас — 1,47 %. На каждые 100 женщин приходится в среднем 85,5 мужчин. Средний возраст населения — 49 лет.